# Fantasía flamenca
 (janvier 2018).
Si vous disposez d'ouvrages ou d'articles de référence ou si vous connaissez des sites web de qualité traitant du thème abordé ici, merci de compléter l'article en donnant les références utiles à sa vérifiabilité et en les liant à la section « Notes et références ».
Albums de Paco de Lucía
En Hispanoamérica
(1969) El mundo del flamenco
(1971)
Fantasía flamenca est un album de musique, le deuxième en solo, du compositeur et guitariste espagnol de flamenco Paco de Lucía, sorti en 1969.
Malgré son âge — 21 ans à cette époque —, Paco de Lucía démontre sa maîtrise du palo dans les nombreux styles musicaux qu'il emploie dans cet album.

## Liste des titres
Toute la musique est composée par Esteban de Sanlúcar, Francisco Marafioti, Paco de Lucía.
|       | Face A                             |      |
| A1.   | Aires de Linares (Taranta (es))    | 6:08 |
| A2.   | Mi inspiración (Alegría)           | 3:12 |
| A3.   | Guajiras de Lucía (Guajira)        | 3:24 |
| A4.   | Mantilla de feria (Canción)        | 3:20 |
| A5.   | El Tempul (Bulería)                | 3:31 |
|       | Face B                             |      |
| B1.   | Panderos flamencos (Panaderos)     | 2:40 |
| B2.   | Generalife bajo la luna (Granaína) | 4:43 |
| B3.   | Fiesta en Moguer (Fandango)        | 3:19 |
| B4.   | Lamento minero (Minera (es))       | 4:24 |
| B5.   | Celosa (Soleá)                     | 3:09 |
| 37:50 |                                    |      |